# Indocalamus sinicus
Indocalamus sinicus är en gräsart som först beskrevs av Henry Fletcher Hance, och fick sitt nu gällande namn av Takenoshin Nakai. Indocalamus sinicus ingår i släktet Indocalamus och familjen gräs. Inga underarter finns listade i Catalogue of Life.